# Michelle Ang
Michelle Ang (* 17. Oktober 1983 in Christchurch, Neuseeland) ist eine neuseeländische Schauspielerin malaysischer Abstammung.

## Leben
Ang ist insbesondere aus der Serie The Tribe bekannt. Als Kind war sie Mitglied im New Zealand Royal Ballet, wo sie klassisches Ballett lernte. Aufgrund ihrer geringen Körpergröße trägt sie bei Dreharbeiten meistens hohe Schuhe.
Nach The Tribe spielte Ang in der australischen Soap Nachbarn (Neighbours) und drehte außerdem den Film Futile Attraction. Parallel zu ihrer Karriere studierte Michelle Ang Chemie und Recht an der Victoria University of Wellington in Neuseeland.

## Filmografie
Fernsehserien
- 1997–1998: Young Entertainers
- 1999: A Twist in a Tale (1 Episode)
- 1999–2002: The Tribe (143 Episoden)
- 2001: Xena – Die Kriegerprinzessin (6.21/6.22 – Serienfinale)
- 2002: Being Eve (1 Episode)
- 2002–2004: Nachbarn (Neighbours, 87 Episoden)
- 2005–2006: Outrageous Fortune (16 Episoden)
- 2007–2008: Sout of Nowhere (4 Episoden)
- 2012–2013: Underemployed (12 Episoden)
- 2013: Top of the Lake (2 Episoden)
- 2013: Grey’s Anatomy (1 Episode)
- 2013: Drop Dead Diva (1 Episode)
- 2013: Perception (1 Episode)
- 2015–2016: Fear the Walking Dead: Flight 462 (Webserie, 16 Episoden)
- 2016: Fear the Walking Dead (2 Episoden)
- 2021: Vegas (5 Episoden)
- 2021–2024: Star Wars: The Bad Batch (Sprechrolle als Omega)

Filme
- 2004: Forbidden Fury (Kurzfilm)
- 2004: Futile Attraction
- 2006: No. 2
- 2008: Take 3 (Kurzfilm)
- 2011: Big Mama’s Haus – Die doppelte Portion (Big Mommas: Like Father, Like Son)
- 2011: My Wedding and Other Secrets
- 2011: The Potential Wings of Norman Mao (Kurzfilm)
- 2014: The Taking
- 2016: Triple 9
- 2017: Fallen Stars
- 2018: For Izzy
- 2019: High Flying Bird